# Manchester United F.C. mùa bóng 1923–24
Mùa giải 1923-24 là mùa giải thứ 28 của Manchester United ở Liên đoàn bóng đá. Đó là mùa giải thứ hai liên tiếp của Đội bóng tại giải hạng hai, và sau khi suýt bỏ lỡ sự thăng cấp một năm trước đó, Đội bóng kết thúc gây thất vọng với vị trí thứ 14 tại Premier League.

## Giải bóng đá hạng hai (Second Division)
| Thời gian            | Đối thủ          | H/A | Tỷ số Bt-Bb | Cầu thủ ghi bàn            | Số lượng khán giả |
| -------------------- | ---------------- | --- | ----------- | -------------------------- | ----------------- |
| 25 tháng 8 năm 1923  | Bristol City     | A   | 2 – 1       | Lochhead, MacDonald        | 20,500            |
| 27 tháng 8 năm 1923  | Southampton      | H   | 1 – 0       | Goldthorpe                 | 21,750            |
| 1 tháng 9 năm 1923   | Bristol City     | H   | 2 – 1       | Lochhead, Spence           | 21,000            |
| 3 tháng 9 năm 1923   | Southampton      | A   | 0 – 0       |                            | 11,500            |
| 8 tháng 9 năm 1923   | Bury             | A   | 0 – 2       |                            | 19,000            |
| 15 tháng 9 năm 1923  | Bury             | H   | 0 – 1       |                            | 43,000            |
| 22 tháng 9 năm 1923  | South Shields    | A   | 0 – 1       |                            | 9,750             |
| 29 tháng 9 năm 1923  | South Shields    | H   | 1 – 1       | Lochhead                   | 22,250            |
| 6 tháng 10 năm 1923  | Oldham Athletic  | A   | 2 – 3       | own goals (2)              | 12,250            |
| 13 tháng 10 năm 1923 | Oldham Athletic  | H   | 2 – 0       | Bain (2)                   | 26,000            |
| 20 tháng 10 năm 1923 | Stockport County | H   | 3 – 0       | Mann (2), Bain             | 31,500            |
| 27 tháng 10 năm 1923 | Stockport County | A   | 2 – 3       | Barber, Lochhead           | 16,500            |
| 3 tháng 11 năm 1923  | Leicester City   | A   | 2 – 2       | Lochhead (2)               | 17,000            |
| 10 tháng 11 năm 1923 | Leicester City   | H   | 3 – 0       | Lochhead, Mann, Spence     | 20,000            |
| 17 tháng 11 năm 1923 | Coventry City    | A   | 1 – 1       | own goal                   | 13,580            |
| 1 tháng 12 năm 1923  | Leeds United     | A   | 0 – 0       |                            | 20,000            |
| 8 tháng 12 năm 1923  | Leeds United     | H   | 3 – 1       | Lochhead (2), Spence       | 22,250            |
| 15 tháng 12 năm 1923 | Port Vale        | A   | 1 – 0       | Grimwood                   | 7,500             |
| 22 tháng 12 năm 1923 | Port Vale        | H   | 5 – 0       | Bain (3), Lochhead, Spence | 11,750            |
| 25 tháng 12 năm 1923 | Barnsley         | H   | 1 – 2       | Grimwood                   | 34,000            |
| 26 tháng 12 năm 1923 | Barnsley         | A   | 0 – 1       |                            | 12,000            |
| 29 tháng 12 năm 1923 | Bradford City    | A   | 0 – 0       |                            | 15,500            |
| 2 tháng 1 năm 1924   | Coventry City    | H   | 1 – 2       | Bain                       | 7,000             |
| 5 tháng 1 năm 1924   | Bradford City    | H   | 3 – 0       | Bain, Lochhead, McPherson  | 18,000            |
| 19 tháng 1 năm 1924  | Fulham           | A   | 1 – 3       | Lochhead                   | 15,500            |
| 26 tháng 1 năm 1924  | Fulham           | H   | 0 – 0       |                            | 25,000            |
| 6 tháng 2 năm 1924   | Blackpool        | A   | 0 – 1       |                            | 6,000             |
| 9 tháng 2 năm 1924   | Blackpool        | H   | 0 – 0       |                            | 13,000            |
| 16 tháng 2 năm 1924  | Derby County     | A   | 0 – 3       |                            | 12,000            |
| 23 tháng 2 năm 1924  | Derby County     | H   | 0 – 0       |                            | 25,000            |
| 1 tháng 3 năm 1924   | Nelson           | A   | 2 – 0       | Kennedy, Spence            | 2,750             |
| 8 tháng 3 năm 1924   | Nelson           | H   | 0 – 1       |                            | 8,500             |
| 15 tháng 3 năm 1924  | Hull City        | H   | 1 – 1       | Lochhead                   | 13,000            |
| 22 tháng 3 năm 1924  | Hull City        | A   | 1 – 1       | Miller                     | 6,250             |
| 29 tháng 3 năm 1924  | Stoke            | H   | 2 – 2       | Smith (2)                  | 13,000            |
| 5 tháng 4 năm 1924   | Stoke            | A   | 0 – 3       |                            | 11,000            |
| 12 tháng 4 năm 1924  | Crystal Palace   | H   | 5 – 1       | Spence (4), Smith          | 8,000             |
| 18 tháng 4 năm 1924  | Clapton Orient   | A   | 0 – 1       |                            | 18,000            |
| 19 tháng 4 năm 1924  | Crystal Palace   | A   | 1 – 1       | Spence                     | 7,000             |
| 21 tháng 4 năm 1924  | Clapton Orient   | H   | 2 – 2       | Evans (2)                  | 11,000            |
| 26 tháng 4 năm 1924  | The Wednesday    | H   | 2 – 0       | Lochhead, Smith            | 7,500             |
| 3 tháng 5 năm 1924   | The Wednesday    | A   | 0 – 2       |                            | 7,250             |

| #  | Câu lạc bộ        | Tr | T  | H  | B  | Bt | Bb | Hs  | Điểm |
| -- | ----------------- | -- | -- | -- | -- | -- | -- | --- | ---- |
| 13 | Stockport County  | 42 | 13 | 16 | 13 | 44 | 52 | –8  | 42   |
| 14 | Manchester United | 42 | 13 | 14 | 15 | 52 | 44 | +8  | 40   |
| 15 | Crystal Palace    | 42 | 13 | 13 | 16 | 53 | 65 | –12 | 39   |

## FA Cup
| Thời gian           | Vòng đấu | Đối thủ           | H/A | Tỷ số Bt-Bb | Cầu thủ ghi bàn | Số lượng khán giả |
| ------------------- | -------- | ----------------- | --- | ----------- | --------------- | ----------------- |
| 12 tháng 1 năm 1924 | Vòng 1   | Plymouth Argyle   | H   | 1 – 0       | McPherson       | 35,700            |
| 2 tháng 2 năm 1924  | Vòng 2   | Huddersfield Town | H   | 0 – 3       |                 | 66,673            |